# انقلاب 1989 في السودان
بدأت ثورة الإنقاذ الوطني في السودان بانقلاب عسكري قاده الشيخ حسن الترابي زعيم الجبهة الإسلامية القومية في السودان، ثم قامت الجبهة الإسلامية باستدعاء عمر البشير أحد أعضاء الجبهة الإسلامية القومية المنشقة عن جماعة الإخوان المسلمين بالجيش السوداني لاستلام مهام الرئيس بحكم أنه أعلى رتبة في الجيش آنذاك. قد أطاح الانقلاب بالحكومة المنتخبة التي كان يترأس مجلس وزراءها الصادق المهدي، ويترأس مجلس رأس الدولة أحمد الميرغني.

## ما قبل الانقلاب
في العام 1985 وفي السادس من أبريل أطاح الشعب السوداني بالرئيس الأسبق جعفر نميري الذي حكم السودان 16 عاما. وبعد عام واحد من الانتفاضة الشعبية في 6 أبريل 1985 ، شهدت البلاد انتخابات حرة فاز فيها حزب الأمة وتم تشكيل حكومة ائتلافية مع الحزب الاتحادي الديمقراطي.
في عام 1989 تم ائتلاف آخر بين حزب الأمة والجبهة الإسلامية القومية وعلى أثره تم تعيين د.حسن الترابي المنتمي إلى الجبهة الإسلامية القومية في منصب نائب رئيس الوزراء. إلا أن الجبهة سرعان ما استقالت من الحكومة بعد أن دخل الصادق المهدي في محادثات سلام مع الحركة الشعبية لتحرير السودان تم بموجبها اتفاق بين الحكومة والحركة الشعبية على وقف إطلاق النار، تبعه إلغاء قانون الشريعة وحل حالة الطوارئ، وإبطال الأحلاف العسكرية مع مصر وليبيا. وفي الثلاثين من يونيو من نفس العام تم إسقاط حكومة الصادق المهدي بعد انقلاب قاده العميد عمر البشير، حيث قامت الحكومة الجديدة بحل كل من البرلمان والأحزاب السياسية ونقابات العمال.

## بداية الانقلاب
ضربة البداية كانت في 30 يونيو 1989 يوم أعلن التلفزيون السوداني عن استيلاء بعض من الضباط التابعين للجيش السوداني على الحكم بقيادة العميد عمر حسن أحمد البشير .
لم يكن واضحا، في بداية الأمر للمراقبين، هوية الانقلاب الجديد، مما ساعد الحكومة الجديدة على أن تنال تأييداً واسعاً- داخلياً وخارجياً- ومن دول كثيرة لا سيما مصر . وقامت الحكومة الجديدة بعدد من الاعتقالات الواسعة واعتقلت ضمن من اعتقلت الدكتور حسن الترابي نفسه الذي ظهر وفيما بعد أنه مهندس الانقلاب ورأسه المدبر.

## حقيقة الانقلاب
فيما بعد أظهرت الحكومة هويتها الإسلامية شيئا فشيئا وظهرت تصريحات من قادتها تؤكد تلك الهوية وانتمائها للجماعة الإسلامية في السودان.. وظهر الأمر أكثر بعد إطلاق سراح الترابي وتقلده لمناصب مهمة في الدولة كان آخرها رئيس المجلس الوطني. ومن التصريحات المهمة ما صرح به الرئيس البشير:
- ثورة الإنقاذ الوطني لا تعرف الفصل بين الدين والسياسة والموضوع غير قابل للنقاش[2]

وكتب النيل أبو قرون (قيادي بارز بالحركة الإسلامية آنذاك):«النظام الإسلامي هو الأمثل.. والأحزاب سبب كوارث السودان والحزبية شرك بالله».

## النظام الإسلامي يحكم
بعد أن كشف النظام عن وجهه الإسلامي لاقى معارضة كبيرة من أغلب الدول، كما كان لإعلان الشريعة الإسلامية أثرٌ كبيرٌ في إنشاء التجمع الوطني الديمقراطي المعارض، واستمرار الحرب في جنوب السودان .
كما رعت الدول الكبرى التجمع الوطني خصوصًا بعد انضمام الحركة الشعبية لتحرير السودان له، ومارست ضغوطا كثيرة لإسقاط حكومة السودان. ولكن رغم الضغوطات الدولية التي واجهتها الحكومة الجديدة، إلا أنها استمرّت في وجه كل المحاولات والعقوبات والحصار الاقتصادي المفروض عليها بل صعدت من نبرات العداء تجاه الدول الغربية، محتمية بتوجهها الديني الذي كان له أثر كبير في كسب تأييد الشعب. أدت حرب الخليج الأولى إلى زيادة أعداء الحكومة ومع نشوب حرب الخليج الثانية تمت محاصرة السودان ومقاطعته اقتصادياً من قبل دول الخليج وأوروبا والولايات المتحدة مما أدى إلى تدهور الاقتصاد السوداني بصورة كبيرة.

## حكومة الإنقاذ وتاريخ الأحداث
- آثرت الحكومة السودانية أن لا تخسر جميع الدول العظمى فعقدت صداقات مع الصين وفتحت لها أبواب الاستثمار في مجال النفط الذي دخلته البلاد حديثاً، وبالفعل نجحت شركات التنقيب نجاحاً باهراً ساهم بصورة واضحة في الاقتصاد حيث استقر سعر الصرف (وهو الذي كان يساوي 12 جنيهاً سودانياً عند تولي الحكومة للسلطة وتصاعد حتى وصل إلى 3000 جنيهاً سودانياً وتجاوزها في السوق السوداء). قبل أن يبدأ في الانخفاض تدريجياً حتى استقر سعره على 2000 جنيه سوداني وبدأت الأزمات الاقتصادية في الانفراج تدريجياً.
- اشارت أصابع الاتهام لتورط الحكومة في مؤامرة ترمي لاغتيال الرئيس المصري حسني مبارك في سبتمبر 1995 بالعاصمة الإثيوبية (اديس ابابا).[4][5]
- لم يقف الأمر عند ذلك الحد بل تم اتهامها بإيواء الإرهابيين حيث أقام كل من كارلوس وأسامة بن لادن مؤسس تنظيم القاعدة - فيما بعد - فترة من الزمن بالعاصمة السودانية (الخرطوم).
- في 1999 وفي ديسمبر أصدر الرئيس البشير مرسوما أعلن فيه حالة الطوارئ في البلاد لفترة ثلاثة أشهر كما أمر بحلّ البرلمان مانعاً بذلك نقاشاً برلمانياً من أجل إجراء تعديل دستوري يحد من سلطته. تلك القرارات التي سميت في الفقه السياسي السوداني بـ(قرارات رمضان) كانت بداية مفاصلة كبيرة داخل الحكم الإسلامي قاد أحد شقيها الدكتور الترابي وقاد الشق الثاني المشير البشير ومعه رفيق الترابي علي عثمان محمد طه.
- بعد المفاصلة الشهيرة بدأت تتكشف كثير من الحقائق على إثر تبادل الطرفان لاتهامات بالفساد والمحسوبية وسوء استغلال المناصب.
- كل هذا يحدث والحكومة تحارب تمردا في جنوب السودان بقيادة جون قرنق دي مبيور وهو ضابط بالقوات المسلحة السودانية .
- ظهر للشعب فساد الحكومة ورجالها خصوصا بعد التصريحات المتضاربة من الحكومة. وتحدث الشارع العام عن الفضائح التي طفت على السطح خاصة بعد انشقاق الحزب.
- تم في مايو 2000 م تداول ما سمي بالكتاب الأسود الذي لم يعرف ناشروه، في الخرطوم حيث وثق الكتاب لأحداث التمييز والتهميش والأعمال الوحشية التي نفذتها الدولة في غرب السودان.[4]
- في العام 2003 تفجرت أزمة دارفور .

- سجل مجلس الأمن للحكومة السودانية انتهاكات عدة لحقوق الإنسان في الجنوب والغرب وفي وسط السودان واستصدر مجلس الأمن عدد من القرارات في ذلك الشأن.
- ولكن وفي العام 2004 م وافقت الحكومة والجيش الشعبي/الحركة الشعبية لتحرير السودان على بروتوكول تقاسم السلطة والبروتكولات المتعلقة بالمناطق الثلاثة، منهين بذلك المفاوضات الثنائية. هذا والتزمت الأحزاب رسميا (في إعلان نيروبي في 5 يونيو) بتعزيز العمل المشترك على وقف دائم لإطلاق النار، وتطبيق الاتفاق وتفاصيله التقنية. منهيا بذلك أطول حرب في تاريخ القارة الأفريقية وهي حرب الجنوب.
- أدى تفاقم أزمة دارفور الشهيرة مما أدى إلى استصدار قرارات عدلية متتالية تتهم الريس السوداني وبعض معاونيه من قبل مجلس الأمن والمحكمة الجنائية الدولية [6] ، ما أدى إلى دخول قوات اليونيمس و الحد من تحركات الرئيس البشير الخارجية.
- عام 2005 تم توقيع اتفاقية نيفاشا، والتي بموجبها وقفت الحرب في جنوب السودان، مع حق تقرير المصير في 2011 والتي جاءت نتائج الاستفتاء فيها لصالح الانفصال بنسبة 98%.
- في العام 2010 جرت انتخابات لأول مرة، بموجب إتفاق السلام وفاز فيها حزب المؤتمر الوطني الحاكم بغالبية المقاعد، وانتخب عمر حسن أحمد البشير في انتخابات تعددية منذ انقلابه وقد واجهت تلك الانتخابات ادعاءات تلاعب في الدوائر الانتخابية من معهد ريفت فالي في أبريل 2010.[7]
- في 9 يوليو 2011 تم استقلال جنوب السودان في احتفال رسمي بحضور مجموعة من قادة الدول الأفريقية والوفود وألقى الرئيس البشير خطاب اخير يمثل وداع لجزء مهم من السودان قبل تنكيث العلم السوداني ورفع علم دولة جنوب السودان .
- في 11 أبريل 2019 و بعد قرابة الخمسة أشهر من الاحتجاجات السلمية الشعبية توجت باعتصام أمام مباني قيادة الجيش في 6 أبريل 2019 أعلنت قيادة الجيش بقيادة وزير الدفاع أحمد عوض بن عوف التمرد وخلع البشير وسقوط حقبة انقلاب الإنقاذ بعد 29 عام أمضاها البشير في سدة الحكم والبدء في مرحلة انتقالية مدتها عامين.[8]